# Leucaena multicapitula
Leucaena multicapitula är en ärtväxtart som beskrevs av Robert Walter Schery. Leucaena multicapitula ingår i släktet Leucaena och familjen ärtväxter. Inga underarter finns listade i Catalogue of Life.